# Kupčino (stanice metra v Petrohradu)

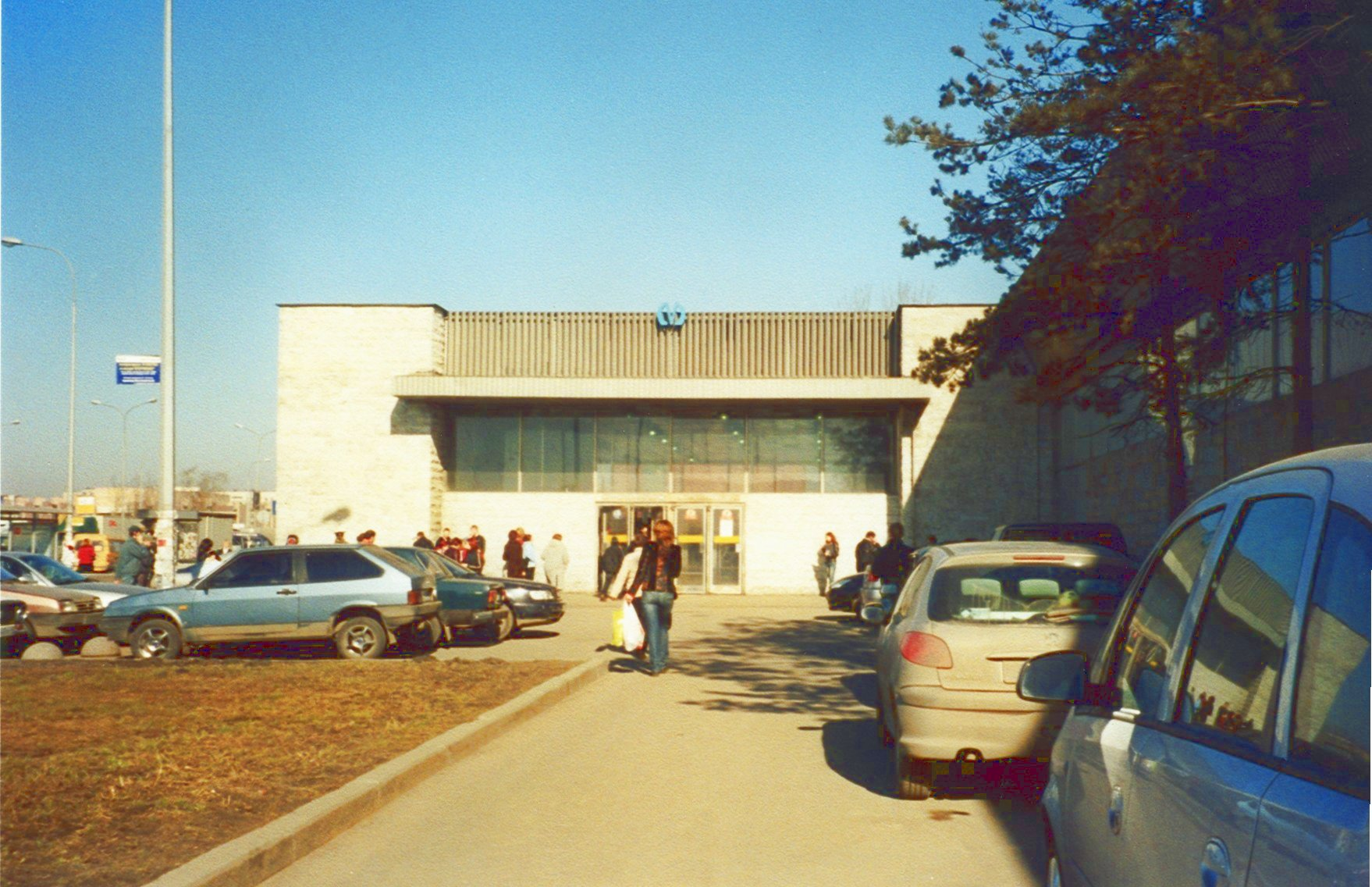
Kupčino

Kupčino (rusky Ку́пчино) je stanice petrohradského metra, konečná druhé linky.
Svůj název má podle stejnojmenného rajónu na jihu města, nachází se nedaleko Vitebského nádraží a Vitebského prospektu. Podle něj se také měla celá stanice i v projektové přípravě jmenovat.
Je to povrchová stanice (konečná), umístěná ve velké hale. Její nástupiště jsou boční, spojená podchodem. Jedná se o první stanici tohoto typu; v pozdějších letech (70. a 80. léta) následovaly další. Kupčino slouží veřejnosti již od 25. prosince 1972. Původně měla být stanice spojena s tou železniční přímým přestupem, avšak vzhledem k úsporným opatřením toto zrealizováno nebylo. Dále za stanicí se nachází Depo Moskovskoje, které slouží pro celou třetí linku.